# アフマドナガル包囲戦
アフマドナガル包囲戦（アフマドナガルほういせん、英語：Siege of Ahmadnagar）は、1803年8月8日からに8月12日にかけてインドのアフマドナガルにおいて、シンディア家とイギリス東インド会社との間で行われた第二次マラーター戦争の戦いの一つ。

## 戦闘
1803年以降、イギリスとマラーター同盟の関係は悪化の一途をたどり、一発触発の段階にまで陥っていた。
8月8日、イギリス側の司令官アーサー・ウェルズリーはマラーター側に先制攻撃を掛ける形で、シンディア家の軍勢が立て籠もるアフマドナガルを24,000の兵を持って包囲・攻撃した。
シンディア家の軍勢はイギリス軍の攻撃よく耐えたが、その猛攻の前についに耐え切れなくなり、8月12日に降伏した。城兵の降伏後、ウェルズリーはアフマドナガルに入城した。
ウェルズリーのアフマドナガルの確保により、イギリスはゴーダーヴァリ川以南の地に支配を固めることが出来た。とはいえ、これによって第二次マラーター戦争の火蓋が切り落とされたことは言うまでもない。